# Polish Bluff
Das Polish Bluff (spanisch Punta Polaca) ist eine 100 m hohe Klippe an der Südküste der Livingston-Insel im Archipel der Südlichen Shetlandinseln. Sie liegt südwestlich der Einfahrt zum Johnsons Dock an der Westseite der Hurd-Halbinsel und markiert die nordöstliche Begrenzung der Argentinien-Bucht.
Die 1988 von Spaniern vorgenommene Benennung übertrug das UK Antarctic Place-Names Committee 1991 in die heutige Form. Die Benennung erfolgte als Dank für die Hilfe Polens bei der Errichtung der spanischen Juan-Carlos-I.-Station auf der Hurd-Halbinsel.